# Protocolo de Minsk
O Protocolo de Minsk ou Tratado de Minsk foi um acordo assinado por representantes da Ucrânia, da Rússia, da República Popular de Donetsk (DNR), e da República Popular de Lugansk (LNR) para pôr fim à guerra no leste da Ucrânia, em 5 de setembro de 2014. O acordo foi assinado depois de prolongadas conversações em Minsk, a capital da Bielorrússia, sob os auspícios da Organização para a Segurança e Cooperação na Europa (OSCE). O acordo, que se seguiu a várias tentativas anteriores no sentido de parar os combates em Donbass, no leste da Ucrânia, implementou um cessar-fogo imediato. No entanto, o acordo fracassou no seu objetivo de cessar grande parte dos combates na Ucrânia oriental.

## Processo e redação do protocolo
O acordo foi formulado pelo Grupo de Contacto Trilateral sobre a Ucrânia, composto por representantes de Ucrânia, da Rússia e da OSCE. O grupo foi criado em junho, tendo em vista a facilitação do diálogo e a resolução das disputas no Leste e no Sul da Ucrânia. As reuniões do grupo, com representantes informais das Repúblicas Populares secessionistas de Donetsk e de Lugansk (confederadas no Estado Federal da Nova Rússia), tiveram lugar em 31 de julho, 26 de agosto, 1 de setembro e em 5 de setembro. Os detalhes do acordo assinado em 5 de setembro assemelham-se em grande parte ao plano de paz de 15 pontos proposto pelo presidente ucraniano Petro Poroshenko, em 20 de junho de 2014. Os seguintes representantes assinaram o documento:
- A diplomata suíça e representante da OSCE: Heidi Tagliavini
- O ex-presidente da Ucrânia e representante da Ucrânia Leonid Kuchma
- O embaixador russo na Ucrânia e representante da Rússia: Mikhail Zurabov
- Os líderes das Repúblicas Populares de Donetsk e de Lugansk Alexander Zakharchenko e Igor Plotnitsky

## Texto do protocolo
O texto do protocolo consiste em doze pontos:
1. Assegurar o cessar-fogo imediato por ambos os lados em conflito.
2. Garantir a supervisão e verificação do cessar-fogo pela OSCE.
3. Descentralizar o poder, inclusivamente através da aprovação de uma lei ucraniana sobre a descentralização do poder, nomeadamente através de uma lei sobre o "regime provisório de governação local em certas zonas dos Oblasts (regiões) de Donetsk e Lugansk" ("Lei sobre o estatuto especial").
4. Assegurar a monitorização permanente da fronteira Russo-Ucraniana e a sua verificação pela OSCE, através da criação de zonas de segurança nas regiões fronteiriças entre a Ucrânia e a Federação Russa.
5. A libertação imediata de todos os reféns e de todas as pessoas detidas ilegalmente.
6. Uma lei prevenindo o julgamento e a punição de pessoas implicadas nos eventos que ocorreram nalgumas áreas dos Oblasts de Donetsk e de Lugansk, exceptuando em casos de crimes que sejam considerados graves.
7. A continuação de um diálogo nacional inclusivo.
8. A tomada de medidas para melhorar a situação humanitária na região de Donbass, no Leste da Ucrânia.
9. Garantir a realização antecipada de eleições locais, em conformidade com a lei ucraniana (acordada neste protocolo) acerca do "regime provisório de governação local em certas zonas dos Oblasts de Donetsk e de Lugansk" ("Lei sobre o estatuto especial").
10. Retirada dos grupos armados ilegais, equipamento militar, assim como dos combatentes e dos mercenários pró-governamentais.
11. Aprovação do programa de recuperação económica e de reconstrução da região de Donbass, no Leste da Ucrânia.
12. Garantir a segurança pessoal dos participantes nas negociações.

## Memorando complementar
Durante as duas semanas seguintes à assinatura do Protocolo de Minsk, houve violações frequentes do cessar-fogo, por ambas as partes envolvidas no conflito. As conversações continuaram em Minsk. Um seguimento a este protocolo foi acordado em 19 de setembro de 2014. O memorando resultante clarificou a aplicação do protocolo. Entre as medidas de pacificação acordadas, foram incluídas as seguintes:
- Remoção de todo o armamento pesado, 15 kms para trás de la linha da frente de combate, por parte de ambos os lados implicados no conflito, de modo a criar uma zona desmilitarizada de 30 kms.
- Proibição das operações ofensivas.
- Proibição dos voos de aviões de combate sobre a zona de segurança.
- Retirada de todos os mercenários estrangeiros da zona de conflito.
- Configuração de uma missão da OSCE para supervisionar a aplicação do Protocolo de Minsk.

Em 26 de setembro, os membros do Grupo de Contacto Trilateral sobre a Ucrânia reuniram-se novamente para discutir a delimitação da zona-tampão (eventualmente equivalente às "linhas verdes" exitentes entre Israel e a Palestina ou em Chipre) onde o armamento pesado seria eliminado pelas partes implicadas no conflito. A linha de demarcação entre a República Popular de Donetsk (DNR) e a Ucrânia foi acordada entre os representantes da DNR e os negociadores ucranianos, de acordo com o Vice-primeiro-ministro da Ucrânia, Vitalí Yarema. Em 2 de dezembro de 2014, o parlamento ucraniano modificou unilateralmente a "Lei sobre o estatuto especial" proposta no Protocolo de Minsk, ainda que o mesmo parlamento tenha aprovado certos aspetos da lei que foi acordada en Minsk, como parte do acordo de cessar-fogo.

## Eficácia
Após a assinatura do memorando, a segunda batalha pelo Aeroporto Internacional de Donetsk estalou, e ambas as partes continuaram a acusar-se mutuamente pelas violações do cessar-fogo. O Aeroporto Internacional de Donetsk está encerrado a todo o tráfego aéreo desde 26 de maio de 2014, por causa dos combates entre as forças leais ao novo governo da Ucrânia e os separatistas pró-russos. No final de outubro o Primeiro-Ministro da República Popular de Donetsk, negociador e signatário do Protocolo de Minsk, Aleksandr Zakharchenko disse que as forças sob o seu controlo voltariam a tomar o território que haviam perdido para as forças governamentais ucranianas durante a ofensiva de julho, e que as forças da República Popular de Donetsk estariam dispostas a combater em batalhas "pesadas" para alcançar os seus objetivos. Posteriormente, Zakharchenko disse que tinha sido mal interpretado, e que o que ele queria dizer era que essas áreas seriam recuperadas através de "meios pacíficos". Durante a sua campanha no âmbito das eleições gerais de Donbass conduzidas pela República Popular de Donetsk e pela República Popular de Lugansk, numa alegada violação do Protocolo de Minsk, Zakharchenko disse que "Estes são tempos históricos". "Estamos a criar um novo país! É uma meta louca". O presidente da OSCE Didier Burkhalter confirmou que estas eleições eram "contra a letra e o espírito do Protocolo de Minsk", e disse que iriam "complicar ainda mais a sua aplicação".
Falando no dia 5 de dezembro, o Ministro das Relações Exteriores da Rússia Sergey Lavrov disse que as eleições gerais na República Popular de Donetsk e as eleições gerais na República Popular de Lugansk, realizadas em 2 de novembro de 2014, eram "exatamente compatíveis com as condições que se haviam negociado em Minsk" e que a Verkhovna Rada (o parlamento ucraniano) supostamente teria que aprovar um projeto de lei de amnistia relativo aos líderes da República Popular de Donetsk e da República Popular de Lugansk após as eleições parlamentares na Ucrânia em outubro de 2014. De acordo com Lavrov, uma vigilância mais estreita da fronteira russo-ucraniana, como especifica o Protocolo de Minsk, só poderia ter lugar após a aprovação de uma lei de amnistia desse tipo. Ele assinalou que anteriormente tinha pensado que um decreto presidencial emitido em 16 de setembro, que supostamente proibiria a perseguição dos combatentes separatistas em Donbass, seria respeitado pelo governo ucraniano, mas disse que "um projeto de lei propondo a revogação desse decreto havia sido apresentado".
Uma fase seguinte das negociações de paz realizadas em Minsk foi suspensa em 26 de dezembro de 2014. No entanto, ambos os lados confirmaram que após horas de negociações, concordaram em trocar prisioneiros, envolvendo, pelo menos, 375 prisioneiros de ambos os lados.

## Fim do acordo
Dias após o reconhecimento da independência de duas novas novas repúblicas em Donbass (República Popular de Donetsk e da República Popular de Lugansk), o presidente russo Vladimir Putin, que é coautor do acordo, anunciou, no dia 22 de fevereiro de 2022, que o acordo estava morto e que: "... os Acordos de Minsk foram mortos pelas autoridades da Ucrânia muito antes do reconhecimento das repúblicas RPD e RPL. [...] O reconhecimento dessas repúblicas é gerado pelo fato de que as autoridades de Kiev, já publicamente, começaram a declarar que elas não vão cumprir esses acordos [de Minsk]. [...] O que há de se esperar aqui? Esperar a continuação desse abuso contra as pessoas? Desse genocídio?".Predefinição:Carece de fonte melhor
Os motivos alegados por Putin para reconhecer as duas repúblicas foram a suposta quebra do protocolo de Minsk, como a alegação de que, na Ucrânia, há um crescimento de "clãs oligárquicos", "grupos neonazistas" e do "vírus do nacionalismo e da corrupção".
Com o fim do acordo, há previsão de escalada nas tensões entre os dois lados, inclusive com o mundo assistindo o lado russo considerando o envio de tropas e ao fortalecimento de grupos de extrema direita (incluindo neonazistas) dentro da Ucrânia.
Em 2022, a ex-Chanceler Angela Merkel, uma das mediadoras do acordo, afirmou que os Acordos de Minsk foram apenas "uma tentativa de dar tempo para a Ucrânia”, que foi utilizado para fortificar as Forças Armadas Ucranianas. Após as declarações da ex-líder alemã, Vladimir Putin comentou que "o objetivo era apenas abastecer a Ucrânia com armas e prepará-la para as hostilidades", acrescentando que  "Depois de uma declaração destas, coloca-se a questão de como negociar, sobre o quê, e se é possível negociar com alguém, e onde estão as garantias”.